# جرف الرماد (بدبدة)

تعديل مصدري - تعديل

جرف الرماد هي إحدى قرى عزلة اهل علي بمديرية بدبدة التابعة لمحافظة مأرب، بلغ تعداد سكانها 50 نسمة حسب تعداد اليمن لعام 2004.